# Annette Mayer
Annette Mayer (* 27. März 1962 in Düsseldorf) ist eine deutsche Schauspielerin und Chansonsängerin.

## Leben
Annette Mayer erhielt ihre Ausbildung an der Schauspielschule von Hildburg Frese in Hamburg. Zusätzlich studierte sie Gesang bei Noëlle Turner. Nach ersten Rollen am Thalia Theater der Hansestadt und den dortigen Kammerspielen, ging sie 1985 für zwei Spielzeiten ans Rheinische Landestheater Neuss. 1988 war sie unter der Regie von Gerlach Fiedler in Das Tagebuch der Anne Frank erneut an den Hamburger Kammerspielen in der Titelrolle zu sehen. Weitere Stationen ihrer Bühnenlaufbahn waren unter anderem in Hamburg das Ernst-Deutsch-Theater, das Theater im Zimmer, die Komödie Winterhuder Fährhaus und das Ohnsorg-Theater, in Stuttgart das Staatstheater, das Alte Schauspielhaus und die Komödie im Marquardt, das Frankfurter Fritz Rémond Theater, das Theater am Kurfürstendamm in Berlin und das Zürcher Bernhard-Theater.
Neben klassischen Rollen wie der Franziska in Lessings Minna von Barnhelm oder der Ophelia in Hamlet von William Shakespeare oder Stella in Endstation Sehnsucht war und ist Mayer häufig in musikalischen Stücken zu sehen, so als Polly in der Dreigroschenoper von Bertolt Brecht und Kurt Weill, als Sally Bowles in Cabaret von John Kander und Fred Ebb, als Hodel in Anatevka nach Scholem Alejchem oder als LaVerne, einer der drei Andrews-Sisters, in Sing Sing Sing. Von 2000 bis 2003 stand Mayer als Prinzessin Sophie von Bayern in dem Musical Ludwig II. – Sehnsucht nach dem Paradies auf der Bühne des Musical Theater Neuschwanstein. Ferner spielte sie in den Stücken Piaf, Judy und Marlene jeweils die Titelrollen als Edith Piaf, Judy Garland und Marlene Dietrich. Außerdem war sie mit dem Solo-Theaterabend Die Eisprinzessin von F.K. Waechter unterwegs und spielte in den Kammerspielen in Hamburg das extra für sie von Karin Drechsel geschriebene Stück Big Blind Date. Ab 2012 gastierte Annette Mayer in Revuen wie Heiße Zeiten.
Erste Aufgaben vor der Kamera übernahm Annette Mayer ab dem Ende der 1980er Jahre. Bekannt wurde sie ab 1989 als Sprechstundenhilfe Britta an der Seite von Christian Quadflieg in der ZDF-Serie Der Landarzt. In den Folgejahren hatte sie wiederkehrende Rollen in weiteren Serien, so in Freunde fürs Leben, Die Pfefferkörner, Die Rettungsflieger oder Tiere bis unters Dach. 2007 wirkte sie in der umstrittenen Tatort-Episode Wem Ehre gebührt mit und drehte mit Anne Zohra Berrached den Kurzfilm E+U, der auf den Internationalen Hofer Filmtagen gezeigt wurde. Sie war als Pflegedienstleiterin in Notruf Hafenkante, als Geschäftsführerin in Heldt, als polnische Haushälterin neben Michael Degen in Winterjagd und 2018 im Kriminalist als Mutter zu sehen. Es folgten die Kinoproduktionen Ich war noch niemals in New York, Hello Again – Ein Tag für immer und Trümmermädchen.
Darüber hinaus gastiert Mayer als Chansoninterpretin mit Texten von Georg Kreisler, Friedrich Hollaender oder Günter Neumann an verschiedenen Kleinkunstbühnen im deutschsprachigen Raum. Mit Lieven Brunckhorst feierte sie in Alma Hoppes Lustspielhaus mit Herzschmerz Première und mit Michael Bayer 2004 mit ScheinWelten. In ihrem Programm Oh la-la l'amour singt sie Chansons, die durch Edith Piaf, Jacques Brel oder Juliette Greco populär geworden sind. Ausschnitte aus ihren Programmen Ich kann mir nicht helfen, ich finde mich schön und Als der Zirkus in Flammen stand sind auf einer CD erschienen. 2012 tourte sie mit ihrem Abend Hitzefrei – Annette Mayer und die Stadtnomaden. Mit ihrer musikalischen Lesung Des Meeres und der Liebe Wellen war sie mit Ulrich Stolpmann unterwegs.
Annette Mayer lebt in Stuttgart.

## Filmografie
- 1989–1992: Der Landarzt (Fernsehserie, 22 Folgen)
- 1991: Tatort – Finale am Rothenbaum
- 1993: Freunde fürs Leben (Fernsehserie, 3 Folgen)
- 1995: Doppelter Einsatz (Fernsehreihe)
- 1996: Männer sind was Wunderbares (Fernsehreihe, 2 Folgen)
- 1999–2000: Die Pfefferkörner (Fernsehserie, 7 Folgen)
- 2006: Heute fängt mein Leben an (Fernsehfilm)
- 2007: Die Rettungsflieger (Fernsehserie, 4 Folgen)
- 2007: Tatort – Wem Ehre gebührt
- 2009: Notruf Hafenkante (Fernsehserie, Folge Kais Entscheidung)
- 2010: U.F.O.
- 2010–2011: Tiere bis unters Dach (Fernsehserie, 3 Folgen)
- 2011: E.+U. (Kurzfilm)
- 2016: SOKO Stuttgart (Fernsehserie, Folge Wechselschritt)
- 2016: Winterjagd (Fernsehfilm)
- 2016: Tatort – Der Fall Holdt
- 2017: Dr. Klein (Fernsehserie, Folge Pläne)
- 2017: Heldt (Fernsehserie, Folge Der Sechser im Lotto)
- 2018: Der Kriminalist (Fernsehserie, Folge Crash Extreme)
- 2018: Das Menschenmögliche (Fernsehfilm)
- 2018: Ich war noch niemals in New York
- 2020: Hello Again – Ein Tag für immer
- 2020: Über die Grenze – Racheengel (Fernsehreihe)
- 2021: Trümmermädchen

## Auszeichnungen
- 1987: 1. Preis im Ralph-Benatzky-Chansonwettbewerb
- 1989: Boy-Gobert-Preis als Beste Nachwuchsschauspielerin
- 1997: Wolfsburger Kleinkunstpreis Chansons